# Kutre Dulecha
Kutre Dulecha (* 22. August 1978 in der Provinz Sidamo) ist eine ehemalige äthiopische Leichtathletin, die vor allem im Mittelstreckenlauf erfolgreich war. Daneben trat sie auch im Crosslauf und als Marathonläuferin international in Erscheinung.

## Leben
Bereits im Alter von sechzehn Jahren nahm sie das erste Mal an Leichtathletik-Weltmeisterschaften teil. 1995 in Göteborg trat sie im 800- und im 1500-Meter-Lauf an, verpasste jedoch auf beiden Strecken den Finaleinzug. Kurze Zeit später siegte sie bei den Afrikaspielen in Harare über 1500 Meter und gewann die Bronzemedaille über 800 Meter. 1996 wurde sie Juniorenweltmeisterin im 1500-Meter-Lauf. Außerdem nahm sie an den Olympischen Spielen in Atlanta teil. Im 1500-Meter-Lauf erreichte sie das Halbfinale, im 800-Meter-Lauf schied sie bereits nach der ersten Runde aus.
1997 belegte sie sowohl bei den Hallenweltmeisterschaften in Paris als auch bei den Weltmeisterschaften in Athen im Freien jeweils den neunten Rang über 1500 Meter. Außerdem stellte sie in dieser Saison mit einer Zeit von 4:05,67 min in Hengelo einen Juniorenweltrekord im 1500-Meter-Lauf auf. Im folgenden Jahr gewann sie bei den Crosslauf-Weltmeisterschaften in Marrakesch die Bronzemedaille auf der Kurzstrecke.
Bei den Weltmeisterschaften 1999 in Sevilla wurde sie in einer Zeit von 4:00,96 min Dritte im 1500-Meter-Lauf. Über dieselbe Distanz verteidigte sie kurz darauf bei den Afrikaspielen in Johannesburg ihren Titel.
2000 wurde Dulecha in Vilamoura Crosslauf-Weltmeisterin auf der Kurzstrecke. Im selben Jahr belegte sie bei den Olympischen Spielen in Sydney mit einer Zeit von 4:05,33 min den vierten Rang im 1500-Meter-Lauf und verpasste eine Medaille nur um sechs Hundertstelsekunden. Zum Abschluss wurde sie beim IAAF Grand Prix Final in Doha wie bereits zwei Jahre zuvor in Moskau Zweite über 1500 Meter.
Nachdem sie bei den Hallenweltmeisterschaften 2003 in Birmingham den neunten Platz belegt hatte und im selben Jahr bei den Weltmeisterschaften in Paris im Halbfinale ausgeschieden war, erzielte sie bei den Hallenweltmeisterschaften 2004 in Budapest ihren größten Erfolg im 1500-Meter-Lauf. In einer Zeit von 4:06,40 min gewann sie den Weltmeistertitel.
Nach dem Halbfinalaus über 1500 m bei den Olympischen Spielen 2004 in Athen wechselte sie zum Straßenlauf. 2005 wurde sie beim Halbmarathonrennen des City – Pier – City Loop Zweite in 1:10:54 h. Einen Monat später gab sie beim Hamburg-Marathon ihr Debüt auf der vollen Distanz und belegte in 2:32:29 h den fünften Platz. Im Herbst desselben Jahres gewann sie den Amsterdam-Marathon in persönlicher Bestzeit von 2:30:06 h. 2006 wurde sie beim Frankfurt-Marathon, nachdem sie lange Zeit geführt hatte, in einer Zeit 2:33:54 h Sechste.
Kutre Dulecha hat bei einer Körpergröße von 1,68 m ein Wettkampfgewicht von 48 kg.

## Bestleistungen
- 800 m: 1:59,37 min, 10. Juli 1999, Arnhem
- 1500 m: 3:58,43 min, 8. August 1998, Monaco
- Halbmarathon: 1:10:54 h, 19. März 2005, Den Haag
- Marathon: 2:30:06 h, 16. Oktober 2005, Amsterdam